# باشگاه فوتبال سامرا
باشگاه فوتبال سامرا (به عربی: نادي سامراء) یک باشگاه فوتبال عراقی در شهر سامرا می‌باشد.

## بازیکن‌های برجسته
- عدنان حمد